# 김기흥 (언론인)
김기흥(金基興)은 대한민국의 언론인 출신 정치인이다. 국민의힘 수석부대변인를 맡고 있다.

## 학력
- 서울양강초등학교 (졸업)
- 신남중학교 (졸업)
- 대일고등학교 (졸업)
- 서울대학교 (종교학 95 / 학사)

## 경력
- 2003년 ~ 2021년 KBS 29기 공채 기자
- KBS 정치부 기자
- KBS 사회부 기자
- KBS 경인취재센터 기자
- 2021년 ~ 2021년 국민의힘 윤석열 제20대 대통령선거 예비후보 국민캠프 대변인단 부대변인
- 2021년 ~ 2022년 국민의힘 살리는 선거대책위원회 대변인 수석부대변인
- 2022년 ~ 2022년 제20대 대통령직인수위원회 대변인실 부대변인
- 2022년 ~ 2023년 대통령비서실 대변인실 행정관
- 2023년 8월 ~ 2023년 11월 대통령비서실 부대변인
- 국민의힘 연수구 을 당협위원장
- 2024년 9월 ~ 2024년 10월: 국민의힘 10.16 강화군수 보궐선거 인천시당 통합선거대책위원회 총괄본부장(유세)
- 2025년 1월 ~ 2025년 5월: 국민의힘 비상대책위원회 대변인
- 2025년 5월 ~ 2025년 5월: 한덕수 여러분의 캠프 대변인

## 방송
| 연도        | 방송 채널 | 제목             | 담당 | 비고 |
| ----------- | --------- | ---------------- | ---- | ---- |
| 2012 ~ 2014 | KBS2      | KBS 일요뉴스타임 | 진행 |      |
| 2018 ~ 2018 | KBS1      | 생방송 일요토론  | 진행 |      |

## 역대 선거 결과
| 실시년도 | 선거   | 대수 | 직책     | 선거구         | 정당     | 득표수   | 득표율          | 순위 | 당락 | 비고 |
| -------- | ------ | ---- | -------- | -------------- | -------- | -------- | --------------- | ---- | ---- | ---- |
| 2024년   | 총선   | 22대 | 국회의원 | 인천 연수구 을 | 국민의힘 | 53,354표 | \| \| 48.49% \| | 2위  | 낙선 |      |
|          | 48.49% |      |          |                |          |          |                 |      |      |      |